# Polonia w Kenii
Polonia w Kenii – ludność Kenii pochodzenia polskiego.

## Historia
Jedna z pierwszych dużych grup Polaków w Kenii przybyła do Mombasy w 1942 roku, ewakuowana z ZSRR.   Do 1944 roku liczba polskich uchodźców w Afryce Wschodniej wyniosła 13 tysięcy. Dla mieszkających tam Polaków utworzono sześć stałych osiedli w Tanganice i Ugandzie, oraz kilka obozów przejściowych. Większość uchodźców opuściła region do 1952 roku, kierując się do najczęściej do Wielkiej Brytanii i jej byłych kolonii. 
W 1963 roku w Nairobi zmarł Eustachy Sapieha i został tam pochowany. W tym samym roku Polska nawiązała relacje dyplomatyczne z Kenią. Po 1989 roku Kenia została jednym z najważniejszych beneficjentów polskiej pomocy rozwojowej, świadczonej często za pomocą wyjeżdżających do Afryki misjonarzy. 
W 2022 roku w Kenii mieszkało około 50 Polaków, w tym potomkowie Sybiraków. 

## Organizacje polonijne w Kenii
Polskie organizacje w Kenii są najczęściej ściśle powiązane z katolicką działalnością misyjną. W Nairobi działa polski kościół w domu Sióstr Świętej Rodziny, razem z domem rekolekcyjnym i domem formacyjnym.